# Potez-CAMS 161
Die Potez CAMS-161 war eines der drei größten Wasserflugzeuge, die jemals in Frankreich gebaut wurden.

## Geschichte
Das sechsmotorige Flugboot Potez-CAMS 161 mit einer Spannweite von 46 Metern wurde Ende der 1930er Jahre beim Luftfahrtunternehmen CAMS entwickelt. Es war als Passagierflugzeug für die in den späten 1930er Jahren geplante Nordatlantik-Route der Air France Transatlantique vorgesehen. Konstrukteur war Maurice Hurel, der auch selbst die Testflüge durchführte.

### Entwurf und Entwicklung

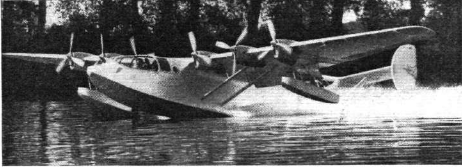
Potez-CAMS 160

Anfang 1938 erprobte CAMS mit einem kleineren 161er-Flugboot mit Platz für zwei Piloten und einen Techniker die Aerodynamik. Die Potez-CAMS 160 im Maßstab 5:13 hatte 12,37 Meter Spannweite und sechs Triebwerke mit je 40 PS. Die Testmaschine wurde nach ihrem ersten Flug im Juni 1938 auf der Luftfahrtschau Salon de l’Aéronautique in Paris vorgestellt.
Am 20. März 1942 folgte der Erstflug der Potez-CAMS 161. Ein zeitgenössischer Bericht gibt das Erstflugdatum als 7. Dezember 1939 an und berichtet über weitere Flugtests in der ersten Hälfte des Jahres 1942. Fast zur gleichen Zeit wurden bei der Groupe Latécoère das Passagierflugboot Latécoère 631 und bei der Société Nationale de Constructions Aéronautiques du Sud-Est die SNCASE SE.200 entwickelt, die jedoch erst nach der CAMS 161 ihren Erstflug absolvierten.

## Konstruktion

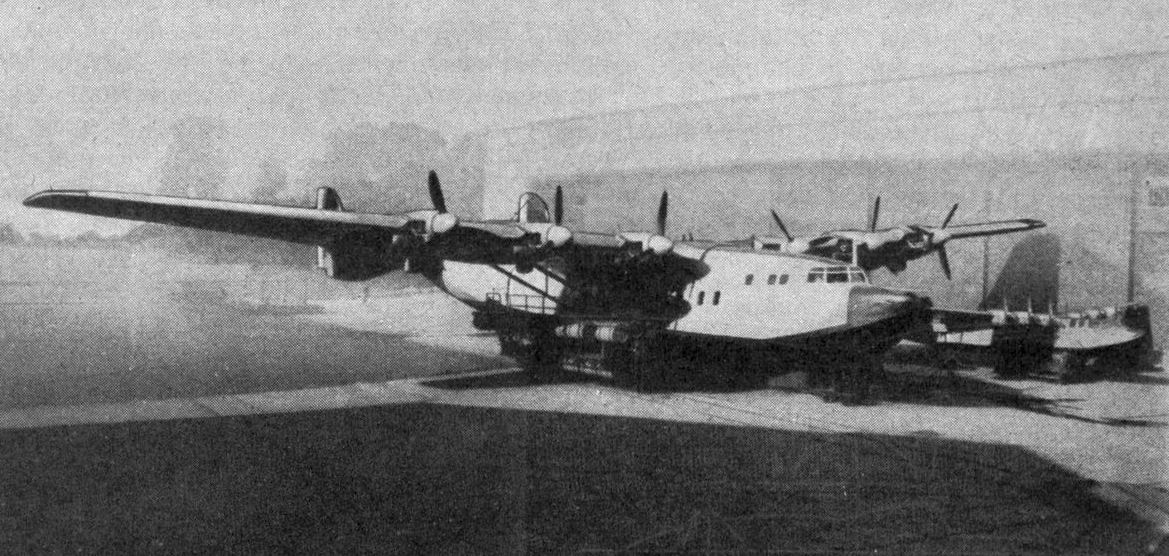
Potez-CAMS 161 vor dem maßstäblich verkleinerten Versuchsflugboot Potez-CAMS 160

Die Potez-CAMS 161 war ein Ganzmetallflugboot mit halbfreitragenden Tragflächen in Schulterdeckerbauweise, versehen mit zweiseitigen Stützschwimmern. Die Tragfläche war an jeder Seite zum unteren Rumpf hin verstrebt. Das Höhenleitwerk mit leichter V-Stellung hatte an jeder Außenseite ein Seitenleitwerk. Die sechs Hispano-Suiza-Motoren waren in den Tragflächen untergebracht. Die Passagierkabine mit 40 Sitzplätzen und Schlafräumen hatte auf jeder Rumpfseite zehn quadratische Bordfenster. Die erste leichtere Version der Potez-CAMS 161 mit 20 Sitzplätzen und einer zulässigen Startmasse von 37.000 kg wurde nicht weitergebaut. Die unten stehenden Daten beziehen sich auf die Air-France-Atlantik-Version, die in Frankreich registriert und in den typischen Air-France-Farben lackiert war.

## Verbleib

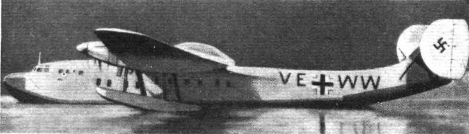
Potez-CAMS 161 mit deutschen Kennzeichen, 1942

Die letzten Aufzeichnung der Potez-CAMS 161 befinden sich im Museum von Sartrouville, das auch ein Foto ausstellt, das im April 1944 kurz vor der Zerstörung der Maschine im September 1944 aufgenommen wurde. Die Potez-CAMS 161 hatte zu diesem Zeitpunkt den Tarnanstrich der deutschen Luftstreitkräfte und trug das Erkennungszeichen am Flugbootrumpf 16 (Balkenkreuz) 11 der deutschen Wehrmacht.
Über den genauen Ort, an dem die CAMS 161 durch feindliches Feuer gegen Ende des Zweiten Weltkrieges zerstört wurde gibt es unterschiedliche Berichte. Hartmann beschreibt den Ort auf der Ostsee, andere nennen den Bodensee.

## Technische Daten

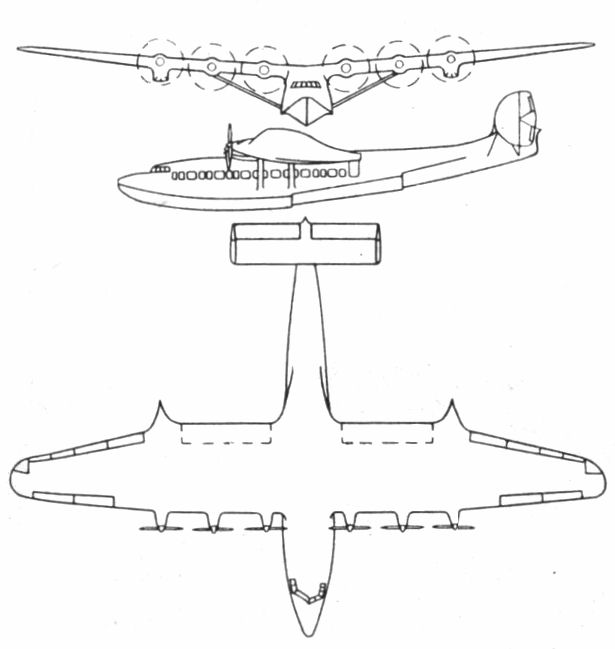
Dreiseitenansicht

| Kenngröße             | Daten                                                                                  |
| --------------------- | -------------------------------------------------------------------------------------- |
| Besatzung             | 6                                                                                      |
| Passagiere            | 40                                                                                     |
| Länge                 | 32,11 m                                                                                |
| Spannweite            | 46 m                                                                                   |
| Höhe                  | 8,87 m                                                                                 |
| Flügelfläche          | 261 m²                                                                                 |
| Flügelstreckung       | 8,1                                                                                    |
| Leermasse             | 22.979 kg                                                                              |
| Startmasse            | 43.001 kg                                                                              |
| Reisegeschwindigkeit  | 300 km/h                                                                               |
| Höchstgeschwindigkeit | 335 km/h                                                                               |
| Reichweite            | 6.000 km, bei 60 km/h Gegenwind und voller Nutzlast sowie Standard-Kraftstoffkapazität |
| Triebwerke            | 6 × Hispano-Suiza 12Ydrs mit je 890 PS (655 kW)                                        |
| Propeller             | 6 × Dreiblatt-Verstellpropeller                                                        |